# Mesomele Dysplasie
Eine Mesomele Dysplasie ist eine Gruppe seltener angeborener Erkrankungen. Sie zählt zu den  Skelettdysplasien mit dem gemeinsamen Hauptmerkmal einer symmetrischen Verkürzung der Mittelsegmente der Gliedmaßen und sich daraus ergebendem Kleinwuchs.
Zu dieser Gruppe gehören folgende Erkrankungen:
- Mesomele Dysplasie Typ Kantaputra, autosomal-dominant[1][2][3]
- Mesomele Dysplasie Typ Savarirayan mit  dreiwinkligem Schienbein und fehlendem Wadenbein[4][5]
- Mesomele Dysplasie Typ Reinhardt-Pfeiffer (Mesomeler Kleinwuchs Typ Reinhardt-Pfeiffer)[6][7]
- Mesomele Dysplasie Typ Langer (Mesomeler Kleinwuchs Typ Langer, Langer-Syndrom), autosomal-rezessiv[8][9][10]
- Mesomele Dysplasie Typ Nievergelt (Mesomeler Kleinwuchs Typ Nievergelt, Nievergelt-Syndrom), autosomal-dominant[11][12]
- Mesomele Dysplasie der oberen Extremität (Mesomelia-Synostosen-Syndrom (Fryns-Hofkens-Fabry-Syndrom))[13][14]
- Mesomele Dysplasie Typ Verloes-David-Pfeiffer mit akralen Synostosen (Verloes-David-Syndrom), autosomal-dominant[15][16]
- Mesomeler Kleinwuchs mit Gaumenspalte und Kamptodaktylie (Reardon-Hall-Slaney-Syndrom), autosomal-rezessiv[17][18]
- Robinow-Syndrom (Mesomeler Kleinwuchs-kleine Genitalien-Syndrom)[19]